# Les Histoires d'A.
Cet article possède des paronymes, voir Histoires d'A et Histoire d'O.
Singles de Rita Mitsouko
C'est comme ça
Pistes de The No Comprendo
Andy
(2)
Les Histoires d'A. est une chanson des Rita Mitsouko qui ouvre l'album The No Comprendo sorti en 1986. C'est l'un des trois « tubes » de l'album, avec Andy et C'est comme ça. La chanson sort en single en 1987.